# Espaces naturels du delta du Llobregat
Les Espaces naturels du delta du Llobregat sont un réseau d'espaces naturels protégés situés dans la comarque de Baix Llobregat (province de Barcelone), en Catalogne,.
Cette aire protégée est une Zone spéciale de conservation (ZSC) et une Zone de protection spéciale (ZPS) du réseau Natura 2000 définie par la Convention de Ramsar visant la conservation des types d'habitats et des espèces animales et végétales.

## Description

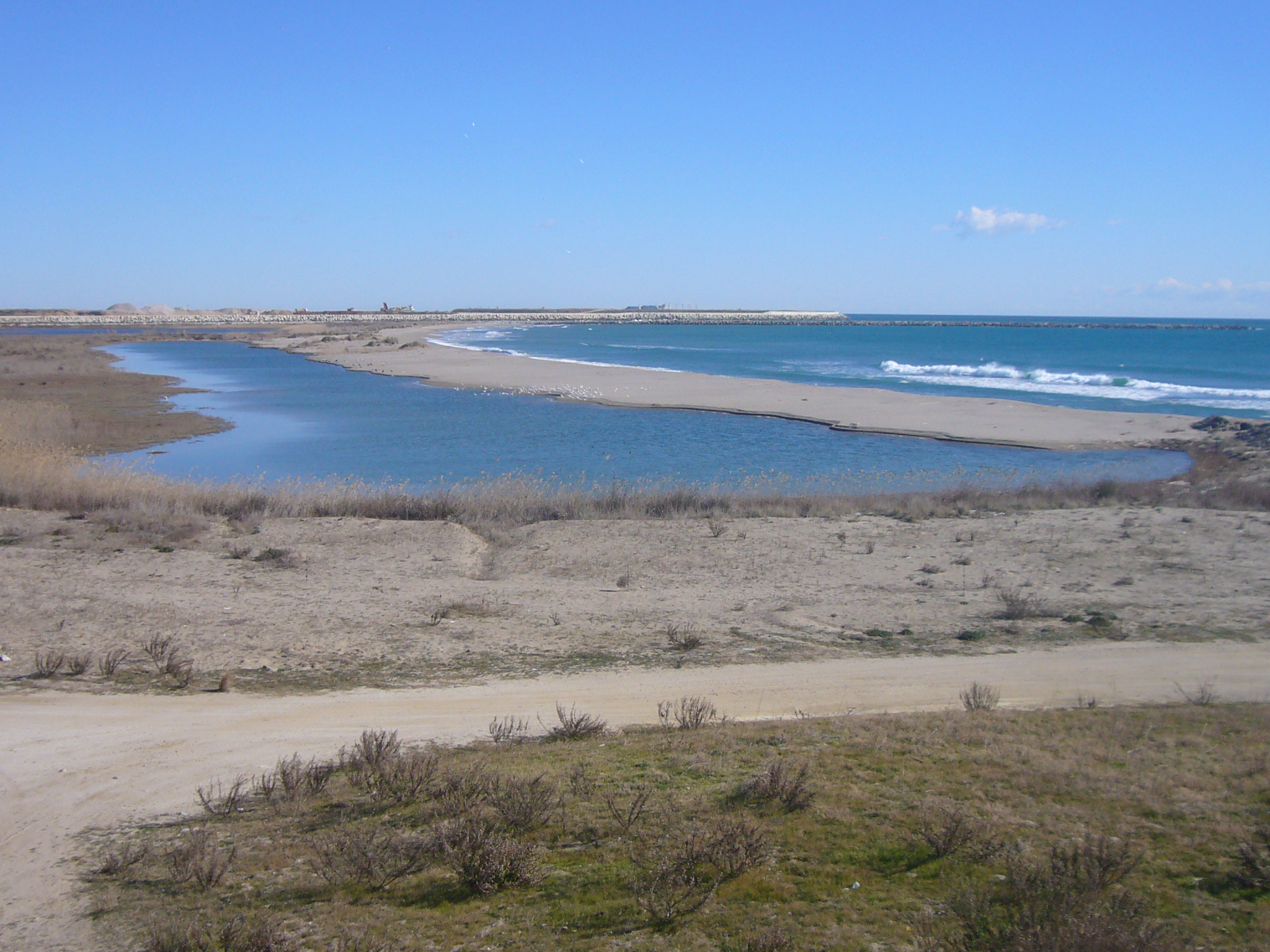
Delta du Llobregat.

Les espaces protégées sont situés dans la zone géographique du delta du Llobregat appartenant aux communes d'El Prat de Llobregat, Viladecans, Gavà et Sant Boi de Llobregat.
Les espaces naturels abritent une grande diversité biologique. Ils sont situés à côté de terres agricoles, entourés de certaines des infrastructures les plus importantes du pays et très proches des principales villes métropolitaines.
Ils contiennent différents environnements naturels : la partie finale du fleuve Llobregat, des lagunes et des marais, des forêts côtières de pins  sur les dunes et des plages avec une végétation dunaire, presque unique en Catalogne.
Ce sont des espaces très importants pour la faune, notamment pour la sauvagine, car ils se trouvent au milieu de la route migratoire des oiseaux du nord de l’Europe vers l’Afrique.
La gestion correspond au Consortium des espaces naturels du delta du Llobregat.

## Zone de protection spéciale pour les oiseaux du delta du Llobregat
À la suite des travaux d'agrandissement du port de Barcelone en 2004, l'embouchure du fleuve Llobregat a été détournée de 2,5 km vers le sud dans les derniers 3,5 km du fleuve. Parallèlement, en 2009 a été inauguré le nouveau Terminal1 (T1) de l'Aéroport Josep Tarradellas Barcelone-El Prat, de plus de 500 000 m2, ce qui a porté la capacité de l'aéroport à 55 millions de passagers par an. Parmi les mesures compensatoires prévues dans l'étude d'impact environnemental des travaux respectifs figurait l'extension de la zone de protection spéciale, en référence à la Directive Oiseaux (ZEPA du delta du Llobregat).

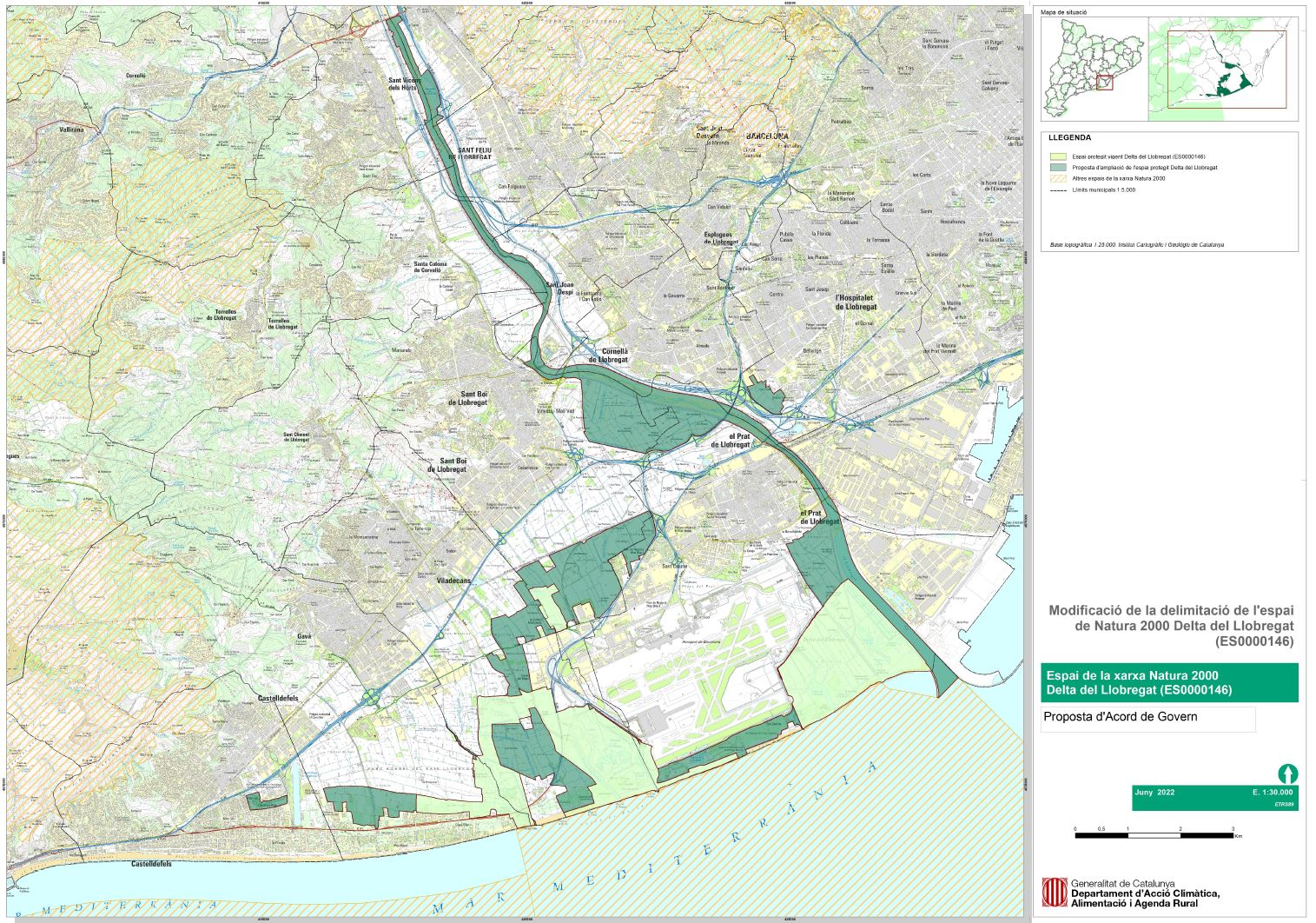
Plan de la ZEPA du Delta du Llobregat.

En février 2021, la Commission européenne a envoyé une lettre aux autorités environnementales compétentes demandant une amélioration de la gestion, une compensation pour les dommages environnementaux antérieurs et l'expansion des zones protégées du delta du Llobregat (en faisant spécifiquement référence à la ZEPA). La lettre était motivée par une plainte de la Ligue pour la Défense du Patrimoine Naturel (DEPANA) pour le non-respect des engagements des administrations à la suite de l'agrandissement de l'aéroport du Prat et au détournement du dernier tronçon du Llobregat par l'agrandissement du Port de Barcelone.
Cela a fait qu'en juin 2022, la Généralité de Catalogne a annoncé la proposition d'agrandir la ZEPA du delta du Llobregat, qui à l'époque s'étendait sur 935 ha hectares. Cependant, le 5 octobre 2023, le Parlement de Catalogne a approuvé une motion exhortant l'exécutif à arrêter le projet d'agrandissement spatial. Finalement, le 23 juillet 2024, le gouvernement a approuvé l'extension de la ZEPA de 1 472,07 ha, en supposant une surface protégée finale de 2 407,12 ha.